# Charlotte-Joachime d'Espagne
 (septembre 2019).
Si vous disposez d'ouvrages ou d'articles de référence ou si vous connaissez des sites web de qualité traitant du thème abordé ici, merci de compléter l'article en donnant les références utiles à sa vérifiabilité et en les liant à la section « Notes et références ».
Titres
Reine consort du Royaume uni de Portugal, du Brésil et des Algarves
20 mars 1816 – 12 octobre 1822
(6 ans, 6 mois et 22 jours)
Reine consort de Portugal et des Algarves
12 octobre 1822 – 10 mars 1826
(3 ans, 4 mois et 26 jours)
Charlotte-Joachime d'Espagne (en espagnol : Carlota Joaquina de Borbón y Borbón-Parma et en portugais : Carlota Joaquina de Bourbon e Bourbon), infante d'Espagne puis, par son mariage, reine consort de Portugal et du Brésil, est née le 25 avril 1775 à Aranjuez, en Espagne, et morte le 7 janvier 1830 au palais royal de Queluz, dans la municipalité de Sintra, au Portugal. Épouse du roi Jean VI de Portugal, elle mena de nombreuses intrigues pour le renverser et tenta également de se faire proclamer reine d'un royaume hispano-américain.

## Famille

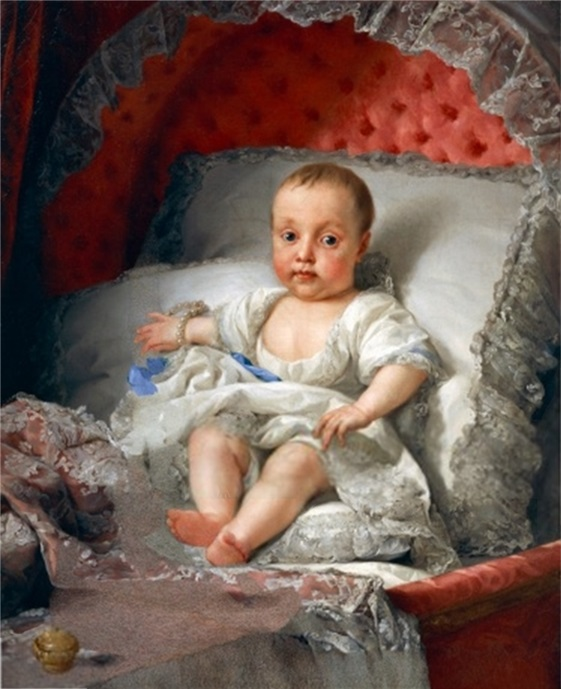
Infante Charlotte-Joachime à 2 ans, par Anton Raphael Mengs.

Charlotte-Joachime d'Espagne est la fille aînée du roi Charles IV d'Espagne (1748-1819) et de la reine Marie-Louise de Parme (1751-1819). Par son père, elle est donc la petite-fille du roi Charles III d'Espagne (1716-1788) et de la reine Marie-Amélie de Saxe (1724-1760) tandis que, par sa mère, elle descend du duc Philippe Ier de Parme (1720-1765) et de la duchesse Élisabeth de France (1727-1759).
Le 8 mai 1785, Charlotte-Joachime épouse le futur Jean VI de Portugal (1767-1826), fils cadet de la reine Marie Ire de Portugal (1734-1816) et du roi consort Pierre III de Portugal (1717-1786). Cependant, ce mariage ne fut consommé que cinq années plus tard.
Du mariage de Charlotte-Joachime et de Jean VI naissent dix enfants, parmi lesquels huit atteignent l'âge adulte :
- Marie-Thérèse de Bragance (1793-1874), princesse de Beira et infante de Portugal, qui épouse, en 1810, l’infant Pierre-Charles d’Espagne (1786-1812). Devenue veuve, elle se remarie, en 1837, à l'infant Charles d’Espagne (Don Carlos) (1788-1855), comte de Molina et prétendant carliste au trône d'Espagne ;
- François-Antoine Pie de Bragance (1795-1801), prince de Beira et infant de Portugal ;
- Marie-Isabelle de Bragance (1797-1818), infante de Portugal, qui épouse, en 1816, le roi Ferdinand VII d'Espagne (1784-1833) ;
- Pierre Ier du Brésil et IV de Portugal (1798-1834), empereur du Brésil et roi de Portugal, qui épouse, en 1818, l'archiduchesse Marie-Léopoldine d'Autriche (1797-1826). Devenu veuf, il se remarie, en 1828, à la princesse Amélie de Leuchtenberg (1812-1876) ;
- Marie Françoise de Bragance (1800-1834), infante de Portugal, qui épouse, en 1816, l'infant Charles d’Espagne (1788-1855), comte de Molina et prétendant carliste au trône d'Espagne ;
- Isabelle-Marie de Bragance (1801-1876), infante et régente de Portugal ;
- Michel Ier de Portugal (1802-1866), roi usurpateur de Portugal, qui épouse la princesse Adélaïde de Löwenstein-Wertheim-Rosenberg (1831-1909) ;
- Marie Assomption de Bragance (1805-1834), infante de Portugal ;
- Anne de Jésus Marie de Bragance (1806-1857), infante de Portugal, qui s'unit, en 1827, à Nuno de Mendonça (1804-1875), marquis puis duc de Loulé et Premier ministre du Portugal ;
- N. de Portugal (1810-1810), infante de Portugal.

## Biographie

### Jeunesse et mariage
Charlotte est née le 25 avril 1775 à Aranjuez, elle est la fille de Charles IV d'Espagne et de Marie Louise de Bourbon-Parme (1751-1819). Le 8 mai 1785, à 10 ans, elle est officiellement mariée au futur roi de Portugal Jean VI, second fils de la reine Marie Ire de Portugal et du roi consort Pierre III de Portugal. Le mariage n’est cependant consommé que le 9 janvier 1790 à Lisbonne.

### Vie au Brésil

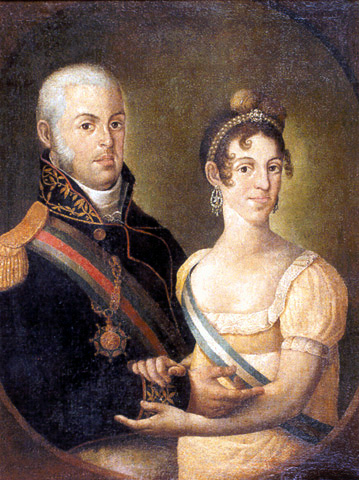
Le roi Jean et la reine Charlotte-Joachime.

En 1788, quand son frère aîné Joseph meurt, Jean devient héritier du trône du Portugal. Très vite, il reçoit le titre de prince du Brésil et de 17e duc de Bragance. Entre 1788 et 1816, Charlotte est désormais connue sous le titre de princesse du Brésil et duchesse de Bragance
Charlotte a laissé l’image d’une princesse ambitieuse et violente. Elle serait également particulièrement laide et petite sans qu’elle ne soit réellement naine.
Tandis qu’au Brésil, Charlotte tente d'obtenir l'administration des dominions espagnols en Amérique latine, l'Espagne elle-même est dominée par Napoléon et les rois, son père Charles IV d'Espagne et son frère Ferdinand VII d'Espagne, sont détenus par Napoléon en France. Elle se considère alors comme l'héritière de sa famille captive. Son plan d’origine était d'envoyer une armée occuper Buenos Aires et le nord de l'actuelle Argentine, mais les forces luso-brésiliennes parvinrent uniquement à annexer, sous le nom de Cisplatina, les rives nord de l'estuaire du Rio de la Plata, maintenus dans l'empire jusqu’en 1822, mais qui firent sécession en 1828 pour devenir la république d'Uruguay. L'infante Charlotte d'Espagne, fille du roi d'Espagne Charles IV et épouse du prince régent et futur roi de Portugal Jean VI, voulut également faire de l'infant d'Espagne Pierre-Charles de Bourbon, qui était son neveu et gendre, le souverain d'une Amérique espagnole séparée de la métropole occupée par la France. Elle chercha à cette fin l'appui de l'amiral Sidney Smith, commandant de la flotte britannique ancrée à Rio.

### Retour au Portugal
Lorsque la famille royale rentre au Portugal en 1821 après 14 ans d’exil, Charlotte découvre un pays profondément changé. La domination des troupes napoléoniennes depuis 1807, a en effet introduit dans son pays natal et au Portugal les idées révolutionnaires. En 1821 le Portugal est pour la première fois doté d’une constitution ce qui déplait fortement aux inclinaisons conservatrices de la reine Charlotte. Son mari accepte cependant cette constitution et Charlotte s’allie à son fils cadet Michel qui partage ses vues. En 1824, Charlotte et son fils utilisent la position de chef des armées de celui-ci pour maintenir le roi emprisonné dans son palais tandis que Charlotte tente de le faire abdiquer en faveur de Michel. Le roi reçoit cependant l’aide des Britanniques et reprend le pouvoir et condamne son fils à l’exil. La reine est également exilée pour une courte période. Peu de temps avant sa mort le roi Jean nomme sa fille Isabelle régente de Portugal, poste traditionnellement occupé par la reine douairière mais qui est refusé à Charlotte.
Charlotte meurt le 7 janvier 1830 au Palais royal de Queluz

La blason de la reine Charlotte-Joachime.

## Au cinéma
La vie de Charlotte-Joachime a été portée au cinéma dans le film Carlota Joaquina, Princesa do Brazil (1995) de Carla Camurati.